# Buzás Péter
Buzás Péter (Mindszent, 1952. február 17. –) magyar politikus, jogász, országgyűlési képviselő, Makó város polgármestere.
Parasztcsaládból származott, egy Mindszent-környéki tanyán nőtt föl; a szentesi Horváth Mihály Gimnáziumban érettségizett, de első körben nem sikerült bejutnia sem a jogra, sem a színművészetire. Rövid kitérő után felvették a JATE Állam és Jogtudományi Karára, ahol jogász diplomát szerzett. 1974-ben került a makói városi tanácshoz, és tizenöt év alatt egyre feljebb jutott a ranglétrán; a rendszerváltáskor végrehajtó-bizottsági titkárként hagyta ott állását önként, és kezdett el korábbi hobbijában, a kertészkedésben dolgozni.
1994-ben az MSZP felkérésére polgármester-jelöltként indult az önkormányzati választáson, amit megnyert; ezután még négy alkalommal választották újra (1998, 2002, 2006, 2010), és így ő töltötte a legtöbb időt a város élén a település eddigi történelme során. Országgyűlési választásokon három alkalommal indult, de csak egyszer, 2006-ban tudott nyerni; ciklusa alatt Csongrád megye 7. számú választókerületének képviselete mellett az önkormányzati és területfejlesztési bizottságban dolgozott. Csongrád Megye Közgyűlésében harmadik ciklusát tölti, mindhárom alkalommal az MSZP listájáról került be.

## Fiatalkora, tanulmányai
Egy Mindszent-környéki tanyán született harmadik gyerekként; két nővére volt. „Két nővéremmel együtt a mindszenti tanyavilágban nőttem fel: a természet vett körül minket, és csak sokára, korosztályom városi tagjainál jóval később találkoztam a civilizáció vívmányaival. Sem többek, de ami fontos, nem is lettünk kevesebbek ez által [...] petróleumlámpa mellett tanultam írni, olvasni, számolni.” – írta gyermekkoráról később. Édesapja, Buzás Sándor parasztember, édesanyja Szécsényi Anna, háztartásbeli volt; a család húsz-huszonöt holdon gazdálkodott. Általános iskoláit Mindszenten és Mártélyon végezte.
Középiskolai tanulmányait Szentesen kezdte meg, a Horváth Mihály Gimnáziumba iratkozott be, vonattal ingázott az iskolába. Négyes körüli átlaga volt; jó hangja feltűnt az egyik tanárnak, aki bevette az irodalmi színpad csapatába. A diákszínpadnak fontos közösségformáló ereje volt, Buzás szerint magabiztosságot, presztízst adott a gimnáziumon belül.
Az érettségi után jogra és színművészetire jelentkezett. A színművészetin a második válogatóig jutott, ott azonban kiesett; ráadásul ez vizsga egybeesett a jogi kar felvételijével, így végül egyik helyre sem vették fel. Ezután a Termál Termelőszövetkezethez került, a szentesi mezőgazdasági szakképző iskolában főiskolás módszerrel tanult tovább. Elsajátította a dísznövénytermesztést, kertészeti képesítést szerzett. Az iskolában fél évig tanított is, majd behívták sorkatonának; Hódmezővásárhelyen szolgált. Szegeden felvették a József Attila Tudományegyetemre, aminek Állam és Jogtudományi Karán 1981-ben jogász diplomát szerzett.

## Út a polgármesterségig
Első feleségével Szentesen ismerkedett meg, de a nősülés révén Makóra került. 1974-ben a városi tanácsnál kezdett el dolgozni pénzügyi munkatársként. Az intézmény ranglétráján fokozatosan lépdelt felfele, előbb beruházás lebonyolító és munkaügyi főelőadó, majd tervcsoport-vezető lett; 1981-től igazgatási osztályvezetőként tevékenykedett. 1985-ben titkársági osztályvezetővé nevezték ki, 1987-ben pedig a végrehajtó bizottság titkára lett. Ebben a posztjában vezényelte le a helyi rendszerváltozás államigazgatási teendőit is; a népszavazások és választások lebonyolításában megnyilvánuló szakmaiságra és profizmusra – az 1990-es országgyűlési választás idején az országos központba az első értékelhető adat Makóról érkezett be – máig büszke. A többség elmondása szerint határozott, karizmatikus egyéniség volt és jól tudta érvényesíteni akaratát az akkori, engedékenyebb természetű tanácselnök, Sarró Ferenc mellett. A választások után otthagyta a hivatalt. „A rendszerváltás attól rendszerváltozás, ha nem csak az MSZMP városi első titkára, a tanácselnök, hanem a vb-titkár is feláll a székéből. Vb-titkárként nem pártfeladatokat láttam el, mégis úgy gondoltam, inkább leköszönök, félreállok. Volt ennek egy üzenetértéke a lakosság szemében. A régi vezetők elmennek, s jönnek az újak.” – magyarázta később akkori döntését.
A közigazgatásból kikerülve új megélhetés után kellett néznie. Ügyvédi iroda nyitását anyagi korlátai miatt nem vállalta, így korábbi hobbijában, a kertészkedésben kezdett el dolgozni. Szentesen elsajátította a dísznövénytermesztést, ezért választása a gerberára esett. Fóliasátrakat vásárolt és magánvállalkozásba kezdett. A virágokat maga értékesítette a helyi piacon, és vállalkozóként is sikerült talpon maradnia. 1992-ben az Igazságügyi Minisztérium Jogi Szakvizsga Bizottsága előtt jogi szakvizsgát tett.
1994-ben a Magyar Szocialista Párt helyi tagjai keresték meg Buzást azzal, hogy induljon a párt színeiben a közelgő önkormányzati választásokon. Az MSZP olyan polgármester-jelöltet akar, aki képes „elmozdítani Makót a holtpontról.” Buzás nem mondott elsőre igent, de hosszas megfontolás után végül vállalta a jelöltséget. Mellette szólt az államigazgatásban szerzett tapasztalata, nehéz volt ugyanakkor felmérni az esélyeit négy politikamentes év után.
A helyi választáson ismét indult Sánta Sándor, Makó hivatalban lévő polgármestere; a Független Kisgazdapárt belső harcai miatt ugyanakkor a helyi közélet két másik, kisgazda szellemiségű tagja is jelöltette magát. Sánta mögött jelölőszervezetként a makói Gazdasági Egyesület állt; az FKgP hivatalos jelöltje Dán János volt; Dégi Zoltán függetlenként mérette meg magát. A kisgazda szavazóbázis széttöredezésének köszönhetően a legtöbb szavazatot Buzás kapta, Sánta újraválasztásához csak néhány száz voks hiányzott. A választás végeredménye: Buzás Péter (MSZP) 25,28%, Sánta Sándor (Gazdasági Egyesület) 19,47%, Siket István (SZDSZ) 13,57%, Hajdu Gábor (KDNP-MDF) 12,24%, Dán János (FKgP) 11,56%, Dégi Zoltán 9,45%, Szentpéteri János 4,36%, Balázs Tibor 4,02% (mindhárman függetlenek).

## Városvezetői tevékenysége

### 1994–1998

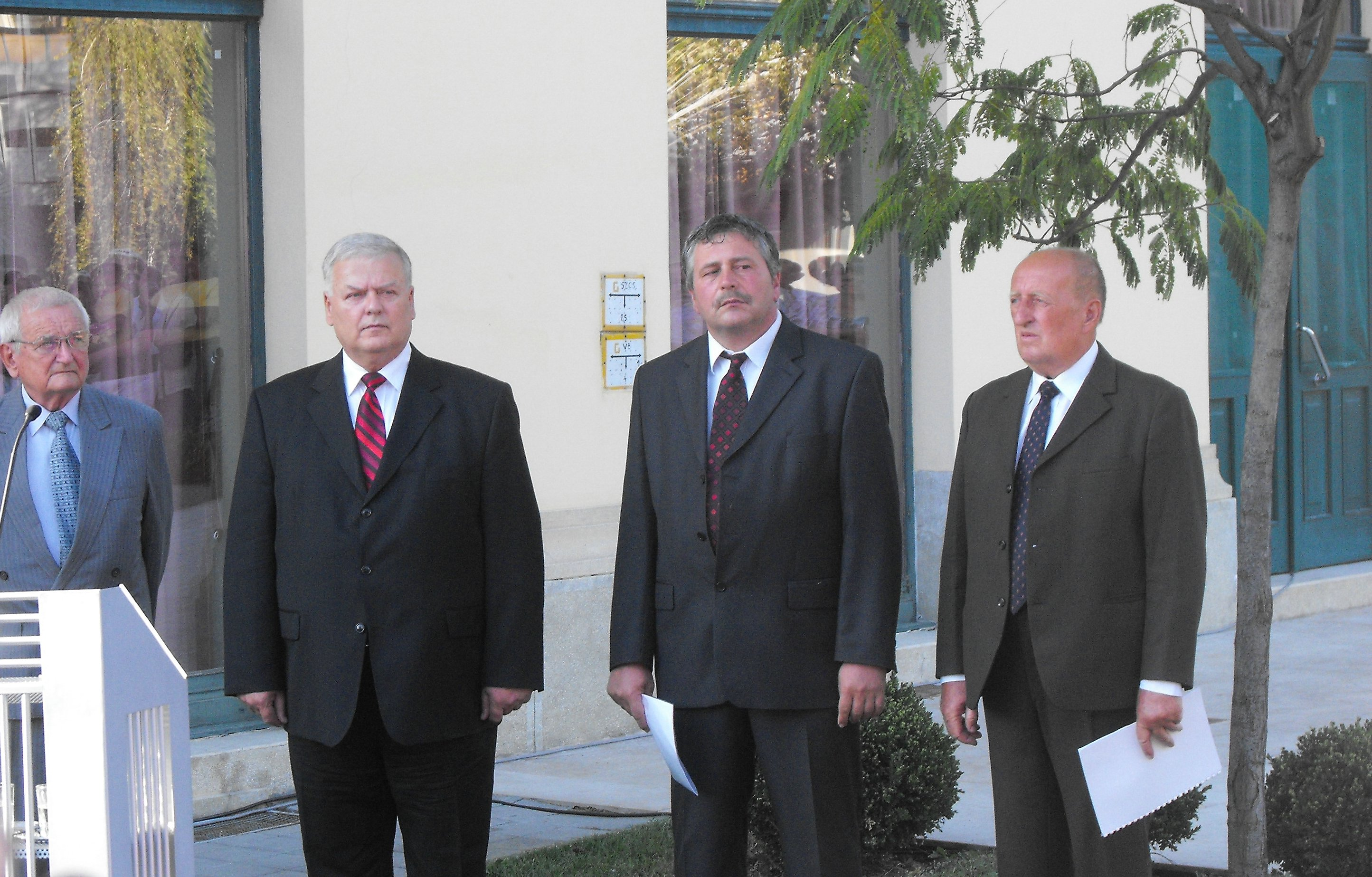
A Fátyol Misi-szobor avatóünnepségének szónokai között, balról a másodikként

„Legyen tiszta a város, a közélet és a lelkiismeretünk is!” – ez volt Buzás kampányának legismertebb mondata, amit később négyéves ciklusa alatt is sokszor idéztek. Az 1994. decemberi választások után a legfontosabb feladat a város költségvetésének stabilizálása volt: Makót 1995-ben csődhelyzet és működésképtelenség fenyegette. A büdzsé 96 millió forintos forráshiánnyal küszködött, amit a központi költségvetés segítségével, a szociális szférában történő spórolással igyekeztek mérsékelni; kevesebb pénzt juttattak az önkormányzati fenntartású intézményeknek, és belekezdtek az előző ciklusból örökölt 61 millió forintos hitelt törlesztésébe. Felemelték a helyi adókat is; új bevételi forrást jelentett viszont a privatizációból származó pénz.
A szükséges létszámleépítések mellett célul tűzte ki a hivatali munka hatékonyságának növelését, ennek érdekében több korábbi dolgozót is visszahívott a városháza apparátusába, szakmaiságukkal és hozzáértésükkel indokolva döntését. A polgármesteri hivatal alkalmazottainak sűrű cserélődése miatt a helyi ellenzék gyakran illette kritikával Buzást, és olyan vádak is érték a város első emberét, hogy tisztogatást hajt végre, miközben saját embereinek biztosít helyet a városházán. Buzás ezt „rosszindulatú véleménynek” nevezte és cáfolta; „ahhoz, hogy produkálni tudjak, nyilvánvaló érdekem az, hogy profi munkatársak legyenek mellettem. [..] legnagyobb igyekezetem ellenére is csupán részben sikerült remek szakemberekkel körülvennem magam. Az önkormányzatok által felajánlható fizetések ugyanis nem igazán vonzóak.” – nyilatkozta később ezzel kapcsolatban.
A polgármester első ciklusa idején befejeződött két olyan beruházás, amit még Sánta Sándor előző városvezető mandátuma alatt kezdtek el: 1995-ben a Népjóléti Minisztérium támogatásával új mentőállomást alakítottak ki az egykori munkásőrlaktanya épületében; az új központot országos szinten is kiváló felszereltséggel látták el. 1996-ban elkészült az új tűzoltólaktanya épülete is, ennek felépítését még 1993-ban szavazta meg az Országgyűlés. Már Buzás hivatali ideje alatt kezdődött el két másik nagyszabású beruházás is: a új Hagymaház építése, valamint az új szeméttelep kialakítása. A Makovecz Imre által tervezett színháztermet is magába foglaló kulturális központ építése 1997 szeptemberében kezdődött és 1998 októberében fejeződött be. A Hagymaház mára a város jelképévé, nemzetközileg is jegyzett látványosságává vált. A régi hulladék-lerakóhely telítődése miatt halaszthatatlanná vált egy új szeméttelep létesítése; ennek megépítésére nyolcan nyújtottak be pályázatot. Az új lerakóhelyet 1998 májusa és októbere között alakították ki, a beruházás részeként hídmérleget, fertőtlenítő kádat, kapcsolódó szociális helyiségeket és irodákat is építettek. 1998-ban Makó és térsége egyike lett Magyarország tizenegy vállalkozási övezetének: ezek célja a gazdaság élénkítése, adó- és pénzügyi kedvezmények segítségével.
1995 májusában látott napvilágot az Országos Egészségbiztosítási Pénztár azon elképzelése, hogy a megye egészségügyi ellátórendszerének strukturális átalakításának részeként bezárnák a Dr. Diósszilágyi Sámuel Kórház–Rendelőintézetet; a város és a kórház vezetése is csak közvetetten értesült a tervről. A hír hatalmas felháborodást vont maga után; Buzás mellett tiltakozott a döntés ellen Gazdag János és Gombos András országgyűlési képviselők, a fenntartó Csongrád Megyei Önkormányzat és a makói kistérség 16 települése is. A kórház megszüntetése ellen szólt többek között a kistérség településeinek és a szegedi kórháznak egymástól való nagy távolsága, a 43-as főút mint közúti baleseti gócpont; a folyamatban lévő több százmillió forint értékű fejlesztések, a kórház eddigi pénzügyi problémák nélkül történő működése és katasztrófa-elhárítási célkórházi státusza. A tiltakozás egy főtéri demonstrációban csúcsosodott ki május 17-én; ahol közel háromezren tüntettek a kórház bezárása ellen; az esemény szónokai között találjuk többek között az intézmény igazgatóját, a megyei közgyűlés elnökét és Buzást is, akik az esemény záróakkordjaként az előzetesen összegyűjtött aláírásokat adták át Gazdag Jánosnak. A „saját kormánya ellen tüntető polgármester” képe visszatérő motívummá vált a helyi közéletben, amelyet mind Buzás, mind az ellenzéke hivatkozási alapként használt a későbbi, a kórházat érintő megszorítások alkalmával. Jóllehet a kórház nagyobb mértékű ágyszámcsökkentést szenvedett el, a bezárás és teljes osztályok megszüntetése lekerült a napirendről. Buzás javaslatára a térségi önkormányzatok és a központi költségvetés terhére komputertomográfot vásároltak a kórháznak; a csúcstechnológiába történő beruházás egyfajta előre menekülés, hiszen az az önkormányzat reményei szerint növeli a betegforgalmat és további fejlesztésekre ösztönzi a fenntartót.
Az 1998-as önkormányzati választáson az MSZP ismét Buzást indította a polgármesteri posztért. Pártján kívül egy újonnan alakult szervezet, a Polgári Szövetség Makóért is támogatta. A PSZM tagjai korábban a KDNP vagy az SZDSZ színeiben, valamint függetlenként politizáltak. Hivatalosan MSZP-PSZM jelölt volt, de támogatásával mellé állt az Agrárszövetség, a Szociáldemokrata Párt és a Magyar Szocialista Munkáspárt is. Kihívói Sánta Sándor korábbi polgármester (Független Kisgazdapárt) és Kotroczó Béla (Fidesz-Magyar Demokrata Fórum) voltak. A kampányban Buzás elért eredményeit, Kotroczó az idegenforgalom és a mezőgazdaság közötti választás szükségességét hangsúlyozta, Sánta pedig a megvalósult beruházások gazdasági hasznát, az önkormányzatban végbement átszervezéseket, és a lakáskoncepció hiányát bírálta. Buzás a voksoláson magabiztosan nyert, a szavazatok 63,21%-át szerezte meg; Sánta (25,57%) és Kotroczó (11,21%) együttes eredménye is alig volt több, mint a szavazatok egyharmada. Ugyanakkor úgy tűnt, hogy a képviselő-testületben nem lesz többsége Buzásnak, hiszen 11–13 volt a polgármestert támogató (MSZP, PSZM, Munkáspárt) és a jobboldali (MIÉP, FKGP, Új Szövetség, függetlenek) képviselők aránya. Egy független és két kisgazda képviselő azonban – arra hivatkozva, hogy nem találják a közös hangot az ellenzék vezéralakjaként kiemelkedő Sántával – a polgármesteri oldalhoz csatlakoztak. Egyiküket, Dégi Zoltánt alpolgármesterré, a másik két képviselőt pedig bizottsági elnökké választotta az immáron 14–10 arányú, a következő ciklus során Buzást stabilan támogató többség. Bár Marosvári Attilát megerősítették általános alpolgármesteri posztjában, erről még ebben az évben lemondott, mert a Csongrád Megyei Önkormányzat közgyűlése területfejlesztéssel foglalkozó alelnökké választotta.

### 1998–2002
1999-ben elkészült a Szent István Egyházi Gimnázium új épülete; a 240 milliós összköltséget a Szeged-Csanádi egyházmegye és a Nemzeti Kulturális Örökség Minisztériuma biztosította. A városvezetést a helyi katolikus közösség és a jobboldal képviselői is bírálták, amiért az nem nyújtott támogatást az építkezéshez. Ebben az évben a város mind a huszonegy pályázatát elutasította az akkori magyar kormány, ezt a közvélemény és maga Buzás is súlyos kudarcként könyvelte el.
2000-ben elkezdődött a Makói József Attila Gimnázium bővítése és a mellette létesítendő Városi Sportcsarnok építése Makovecz Imre és Gerencsér Judit tervei alapján. Az új csarnok és az iskolai helyiségek egymilliárd-százötvenmillió forintból valósultak meg, amit az 1994-1998-as parlamenti ciklus Országgyűlése szavazott meg a városnak; a létesítmény avatóünnepségét szeptemberben tartották. A millenniumi ünnepségek részeként a város elkészítette Szent István államalapító király hétméteres, kőtömbön álló bronz lovasszobrát, amit az augusztus 20-i ünnepségen avatták föl a Csanád vezér téren. A szobor elhelyezésének kérdése ismét komoly vitát szült az egyház és az önkormányzat között. Ugyanebben az évben a város a régi újvárosi iskola épületét 291 millió forint ellenében átadta a Tiszántúli Egyházközség Püspökségének; az új tanévtől kezdve itt kezdte meg működését a Szikszai György Református Általános Iskola.
2001-ben Buzás bírálta a kormányt, amiért az a hátrányba hozta a baloldali önkormányzatokat és ellehetetlenítette az érdemi munkát. A következő év márciusában befejeződött az ortodox zsinagóga felújítása; a közel életveszélyes épületet kívül-belül renoválták az önkormányzat, a kormány és a MAZSIHISZ támogatásával. 2002 nyarán új épületrésszel bővítették a Belvárosi Általános Iskola Bartók épületét, ahol tantermeket, balett-termet és kerámiaműhelyt alakítottak ki; új tantermekkel bővült az Erdei Ferenc Szakközépiskola is.
2002-ben a helyi ellenzék összefogott, és közös jelöltet indított ellene: Martonosi György a Fidesz, az MDF és a Kisgazda Polgári Egyesület bizalmát élvezte, de így is csak a szavazatok 38,07%-át tudta megszerezni. Buzás ismét nyert, a leadott voksok 61,93%-ának birtokában folytathatta városvezetői tevékenységét.

### 2002–2006
2003-ban a városi fenntartású középfokú oktatási intézmények feladatellátását (Makói József Attila Gimnázium, Galamb József Szakképző Iskola, Erdei Ferenc Kereskedelmi és Közgazdasági Szakközépiskola) az önkormányzat átadta a megyei közgyűlésnek. Buzás kényszerűségből meghozottként jellemezte a döntést, amelyre azért volt szükség, mert az önkormányzatnak fenntartóként évről évre egyre nagyobb összeget kellett az állami normatíva mellé tenni a működtetés érdekében; emellett reményét fejezte ki, hogy a jövőben valamikor visszakerülhetnek az iskolák a városhoz. A döntést megszavazta a teljes polgármesteri többség, és az ellenzék több képviselője is; öten pedig tartózkodtak a szavazáson. Az Fidesz-KDNP színeiben politizáló ellenzék ugyanakkor később többször is bírálta a feladatellátás leadását, a történteket a képviselőik tiltakozásának dacára keresztülerőltetett döntésként interpretálva.
2004-ben csúszdával és érkező medencével bővült a városi fürdő. A következő év májusában avatták fel az új szabadtéri élménymedencét. 2005-ben az önkormányzat támogatásával, európai uniós források bevonásával felújították az evangélikus templomot is. Ugyanebben az évben adták át a címzett állami támogatásból megvalósult Pulitzer József Kollégiumot is. A másfél milliárd forintos beruházás során kívül-belül megújult az épület, ami ekkortól üzemel háromcsillagos szálláshelyként is; új tornaterem és gumiborítású sportpálya is készült, a négy középiskola fiataljainak otthont adó nagykollégium környékén pedig térrendezést, parkosítást végeztek.
2005-ben a Démász Rt. – több másik közszolgáltatóhoz hasonlóan – megszüntette ügyfélszolgálati irodáját Makón. Egy évvel később az önkormányzat egy belvárosi irodahelyiséget bocsátott volna ingyenesen a szolgáltatók rendelkezésére, cserébe azt várva, hogy ott ismét személyes nyíljon mód az ügyintézésre; az ajánlatot a szolgáltatók zöme el is fogadta. A Démász ugyanakkor nem kívánt élni a lehetőséggel: Buzás szerint végül sikerült meggyőznie Yves Autret-t, a cég vezérigazgatóját – a Démász kommunikációs igazgatója ugyanakkor azt állította, hogy a polgármester csak arra kapott ígéretet, hogy megvizsgálják kérését. Az időközben kinevezett új igazgató azonban még nem tartózkodott Magyarországon, ezáltal nem állt módjában tárgyalni a helyzetről; úgy tűnt, nincs esély az ügyfélszolgálat visszatérésére. A városi képviselő-testület ezután egyhangúlag elutasította a szolgáltató tájékoztatóját, és az állampolgári jogok országgyűlési biztosához, a Fogyasztóvédelmi Főfelügyelőséghez, a Gazdasági Versenyhivatalhoz és a Magyar Energiahivatalhoz fordult panaszt tenni. Ezek után DÉMÁSZ vezérigazgatója személyesen ment el a városba, és döntött az ügyfélszolgálat újbóli létesítéséről, az időközben országgyűlési képviselővé is választott Buzás pedig kezdeményező szerepet játszott abban, hogy a parlament önkormányzati és területfejlesztési bizottsága módosítsa a villamosenergia-törvényt, ami azóta is kötelezi az áramszolgáltató-társaságokat, hogy minden kistérség központjában cégképviseletet tartsanak fenn.
2006-ban az önkormányzat ingatlancserével megszerezte a a korábbi rendőrkapitányság épületét; a testület felújítás után a Csanád vezér téri egykori MSZMP pártszékházba költözött. Felújították a Petőfi parkot: kicserélték a járófelületeket és a lámpatesteket, újrafüvesítést végeztek, új utcabútorokat, új játszóteret telepítettek és kialakításra került egy természetes tó is.
A soron következő önkormányzati választáson a Fidesz, a Kisgazda Polgári Egyesület és a Lungo Drom által támogatott Márton Imre és a Jobb Makóért Egyesület színeiben versenybe szálló Mágori Józsefné voltak a kihívói. Márton szerint a városvezetés ellehetetlenítette a gazdaságot, leépítette az oktatási intézményeket és nem használta ki a pályázati forrásokban, valamint a turizmusban rejlő lehetőségeket. Mágoriné a város gazdaságát élénkítő programmal állt a választók elé, és megszüntette volna a „a pazarlást és a rongyrázás.” A Magyar Szocialista Párt és a Polgári Szövetség Makóért által indított Buzás szerint az elmúlt két évben több száz új munkahely létesült; hangsúlyozta a fiatalodó lakásállományt és a városszépítésben, közintézmények felépítésében elért eredményeket. A választás eredménye: Buzás Péter 56,39%, Márton Imre 35,41%, Mágori Józsefné 8,2%. A polgármestert támogató MSZP-PSZM szövetség ismét többséget szerzett (12 képviselő), míg a Fidesz-Jobb Makóért Egyesület-Városépítők Társasága alkotta ellenzéknek 10 képviselője volt; 1 képviselő függetlenként tevékenykedett.

### 2006–2010
2007 májusában avatták föl az 1,1 milliárd forintból, az akkori magyar kormány 90%-os címzett támogatásából felépült tanuszoda-komplexumot. A Makói Termál és Gyógyfürdő ezáltal két nagyobb (nyitott és zárt) és négy kisebb kültéri medencével, valamint egy új fogadóépülettel bővült. A nyáron az önkormányzat határozatot hozott az eddig önállóan működő három városi fenntartású általános iskola (Belvárosi Általános Iskola Alapfokú Művészetoktatási Intézmény és Logopédiai Intézet, Kertvárosi Általános Iskola, Almási Utcai Általános Iskola) összevonásáról. A mamutintézmény új neve Makói Általános Iskola, Alapfokú Művészetoktatási Intézmény és Logopédiai Intézet lett. Az ellenzék a tantestületi és szülői értekezletek elutasításával érvelve bírálta a polgármesteri többség döntését, azt megszorításnak, az integráció folyamatát pedig előkészítetlennek tartva, egyúttal indítványozta a teljes procedúra visszavonását.
A képviselő-testület 2008 júliusában hivatalosan is döntött arról, hogy a Termál- és Gyógyfürdő fejlesztéséhez, valamint más nagyberuházásokhoz szükséges önerő finanszírozására 2,5 milliárd forint értékben svájci frank alapú kötvényt bocsát ki. A fürdőberuházás rentabilitásának, mértékének és finanszírozási formájának kérdése a makóiak jelentős részében ellenérzést és kételyt szült, ezért városvezetés több fórumot is szervezett, hogy meggyőzze a lakosságot a fürdőfejlesztés fontosságáról és hasznosságáról. A már meglévő 50 méteres hideg vizes medence elbontása jelentős tiltakozást generált a törzsvendégek, valamint az úszást versenyszerűen gyakorlók körében; aláírásgyűjtés is indult a konkrét fürdőfejlesztési terv megváltoztatása érdekében, amit közel hatezren szignáltak. A helyi ellenzék, a Fidesz – Magyar Polgári Párt képviselőcsoportja emellett túl kockázatosnak tartotta a hitelfelvételt, és kötvénykibocsátás nélkül, több kisebb lépésben javasolta fejleszteni a fürdőt; később azonban a Fidesz új választókerületi elnöke, Mágori Józsefné bejelentette, hogy az ellenzék is támogatja a fürdőfejlesztést. Miután fény derült arra, hogy a fürdő a pályázatban meghatározott műszaki tartalommal és idő alatt történő megvalósítása a városvezetés által becsültnél sokkal nagyobb költséget jelent, az önkormányzat a közbeszerzési eljárást eredménytelennek nyilvánította, és átterveztette Makovecz Imre irodájával a komplexumot. Kikerült belőle a 25 méteres fedett uszoda, a családi részleg és a kiúszós élménymedence, aminek eredményeképpen az eredeti terveknél 2500 négyzetméterrel kisebb létesítmény 1,4 milliárddal kevesebből is megvalósíthatóvá vált.
2010 áprilisában kezdődött el a régi Mező Imre nevét viselő kollégium átalakítása; a Makovecz Imre tervei alapján végzett átépítés célja, hogy létrejöjjön a Közhivatalok Háza – ide költöztetné át az önkormányzat azon állami közhivatalok makói irodáit, amelyek jelenleg a szállodának szánt régi városháza épületében találhatóak. Emellett ugyanitt a helyi vállalkozók által bérelhető irodahelyiségeket is kialakítanak; a jórészt pályázati forrásokból finanszírozott építkezés befejezésének határideje 2011. augusztus 31.
2010 augusztusában jelentette be a világ vezető ízesítő- és illatanyag gyártója, a svájci székhelyű Givaudan, hogy három éve zajló tárgyalássorozat után ízesítőanyagokat gyártó üzemet hoz létre a városban, mindezzel 300 új munkahelyet teremtve. Az üzemcsarnok alapozása decemberben kezdődött el. Szintén augusztusban adták át a Belvárosi Általános Iskola új épületét. A 682 millió forintos beruházás keretén belül felújították az 1980-as években épült Hold utcai szárnyat, és egy új épületrészt is kialakítottak, amiben összesen öt új tanterem, melegítő konyha, ebédlő és egy tágas aula kapott helyet. Teljesen akadálymentessé vált az épület; 900 új szék és 600 asztal, digitális táblák és házimozirendszerek kerültek elhelyezésre az iskolakomplexumban. Az organikus stílusú terveket Csernyus Lőrinc és Fülöp Tibor készítették.
A 2010-es önkormányzati választás előtt az ország legtöbb pontján egyértelmű favoritnak számított a Fidesz-KDNP által indított jelölt. Makó egyike volt azon kevés nagyobb városnak, ahol az MSZP arra számított: a párt támogatásával versenybe szálló politikus személyes teljesítménye és megítélése felül fogja írni a pártszimpátiát és az aktuális trendeket. Egy, közvetlenül az országgyűlési választások után készített, nem reprezentatív felmérés azt mutatta, hogy az akkor Mágorinéra szavazók 13 százaléka szavazott volna Buzásra, ha a tét a polgármesterség lett volna. Buzás kihívói ugyanazok voltak, mint négy éve, jóllehet az őket támogató szervezetek kicserélődtek: ezúttal Mágori Józsefnét indította a Fidesz-KDNP, míg Márton Imre hivatalosan függetlenként indult – az őt támogató szervezetek között volt a Városépítők Társasága, a Jobbik Magyarországért Mozgalom, a Civil Mozgalom, a Makói Gazdasági Egyesület, a Csanád Vidék Egyesület és a Tisza–Maros Romákért Egyesület is. Buzás programjának főbb elemei az új munkahelyek létesítése, a fiatalok Makón tartása, új intézményi beruházások, a biztonságos, idősbarát és civil értékekkel átszőtt város megteremtése volt. Kampányában felhasználta a Givaudan bejelentését is, miszerint a cég több száz új munkahelyet teremtő ízesítő- és illatanyag gyárat létesít a helyi ipari parkban. Mágoriné a Buzás-éra alatt bekövetkezett negatív folyamatokat (lakónépesség csökkenése, közüzemi díjak emelkedése, hagymatermelés csökkenése), valamint az aktuális kormányzattal való együttműködés fontosságát hangsúlyozta; támadta a polgármester vagyonosodását és új munkahelyeket, egészségügyi fejlesztéseket és belvíz-elvezetési programot ígért. Márton Imre vállalkozóbarát környezet kialakítását, a barnamezős területek újrahasznosítását, átfogó közmunkaprogramot, szociális földprogramot és a fiatal családosok támogatását ígérte. A választási kampányban ismét megjelentek az ún. fekete cédulák, az eddigiekhez hasonló stílusban, hasonló stilisztikai eszközökkel élve (lásd az országgyűlési képviselőségéről szóló szakaszt!). Ezek azt állították: Márton Imre „most polgármester-jelöltként akarja megosztani a szavazatokat, hogy Makó az MSZP bástyája maradjon”, illetve hogy „[Martonosi György, Buzás Péter és Márton Imre] összefogtak, hogy folytathassák a makói lakosok elleni üzelmeiket.” A névtelenül terjesztett, a sajtótörvény rendelkezéseit sértő szórólapok ügyében Márton büntetőfeljelentést tett közmegbízatás teljesítésével összefüggésben, nagy nyilvánosság előtt elkövetett becsületsértés vétsége miatt.
Buzás ötödik alkalommal is nyert: a szavazatok 51,4%-át szerezte meg – Mágori Józsefné 27,78%-os, Márton Imre 20,82%-os eredményt ért el. Választási sikere az országos sajtóban is nagy visszhangot kapott. Az MSZP-re, a PSZM-re és egy független képviselőre támaszkodva stabil (7-5 arányú) többséget tudott kialakítani az új képviselő-testületben; rajta kívül csak 3 másik szocialista városvezető mondhatja el, hogy nem kisebbségből irányítja települését.

### 2010–
2010 novemberére elkészült az autóbusz-állomás új épülete: a Makovecz Imre tervezte létesítmény költségeit az Európai Unió, a város önkormányzata és a Tisza Volán állta. Többek között új tágas váróterem épült, korszerű utastájékoztatási rendszert alakítottak ki és pihenőhelyek is épültek a sofőrök számára.
2011 áprilisában elkezdődött a termálprojekt kivitelezése: a beruházás lehetővé teszi, hogy ezentúl termálvíz-energiával fűtsék az 1200 házgyári technológiával épült lakást Makón; ezzel a távhőrendszerben több mint 90 százalékkal csökken a gázfelhasználás és a károsanyag-kibocsátás, miközben a korábbi nulláról 95 százalékra fog nőni a megújuló energia aránya. A távhő ára Makón volt a megyében a legdrágább, de az egész országban is a harmadik volt azon települések rangsorában, ahol a legtöbbet fizetik a szolgáltatásért. Ennek két oka volt: egyfelől a rendszerben keringő víz földgáz elégetésével történő melegítése, másrészt a rendszerre csatlakoztatott épületek kevés száma, ami nem tette lehetővé a rentábilis működtetést. A beruházással 20 százalék körüli távhődíj-csökkentés valósítható meg. Buzás ellenzéke többször támadta a városvezetést a magas távhődíjak miatt, a geotermikus rendszerre való áttérést ugyanakkor nem szavazták meg, mert kevesellték az önkormányzat tulajdoni hányadát a Materm Kft.-ben – a távhőszolgáltató ettől a cégtől fogja majd vásárolni önköltségi áron a hőt. A fejlesztés sikerrel járt, hiszen a beruházás után csökkent az alapdíj és általánosságban a számla végösszege is, a város emellett pedig évi 2 millió 192 ezer köbméternyi gáz elégetését tudta kiváltani a termálvízzel.

A város ipari park címet nyert (1998), majd fokozatosan települtek be a főként teherfuvarozással, logisztikával, raktározással foglalkozó cégek. Felépült, de még nem üzemel egy török húsfeldolgozó üzem, és megkezdte a gyárépítést egy svájci adalékanyag- és parfümgyár is. A helyi ellenzék ennek ellenére főként Buzás munkahely-teremtő tevékenységét, és a munkanélküliek magas számát bírálja.
Jóllehet Makó alapvetően inkább befogadó, mint kibocsátó város, a lakosok száma az utóbbi öt év alatt 1300 fővel csökkent. Az általa vezetett önkormányzat a negatív trendet többek között azzal próbálja megfordítani, hogy a Velnök utcában (Gerizdes városrész) rendszeresen oszt ingyentelket a városban letelepedni, illetve itt maradni szándékozó fiatal párok számára.

## Országgyűlési képviselőként
A képviselőség felelősség; annak a felelőssége, hogy mi, itt a jelenben megalapozzuk gyermekeink és unokáink jövőjét.
Buzás először 2002-ben indult az országgyűlési mandátumért a Magyar Szocialista Párt színeiben Csongrád megye 7. számú egyéni választókerületében – a választókerület területe megegyezik a makói kistérségével. Rajta kívül Dán János (FKgP), Martonosi György (Fidesz-MDF), Puszta János (MIÉP), Siket István (SZDSZ) és Szabó Jenőné (Munkáspárt) mérettette meg magát. Az első fordulót Buzás megnyerte, 11 010 voksot, a szavazatok 43,99%-át szerezte meg. A második forduló előtt Orbán Viktor, Magyarország akkori miniszterelnöke Makóra látogatott és nagygyűlést tartott; Buzás sikeres polgármesteri tevékenységét elismerte, de úgy érvelt: a képviselői posztra Martonosi való. Képes volt a Fidesz-MDF jelöltje mögé állítani az ötezer fős kisgazda tábor, és ezáltal megfordítania az eredményt. A második fordulóban Buzás 12 157 szavazatot (45,06%) kapott, míg Martonosira 14 130-an (52,32%) szavaztak – miközben a Független Kisgazdapárt hivatalos jelöltje, Dán János bár nem lépett vissza, de 700-nál is kevesebb szavazatot kapott.
2006-ban ismét jelöltette magát a képviselői tisztségre; az MSZP-n kívül a Magyarországi Szociáldemokrata Párt helyi szervezete is támogatta. Legnagyobb vetélytársának négy évvel ezelőtti ellenfele, a térség aktuális parlamenti képviselője, Martonosi György számított. Martonosi ekkorra már elvesztette a kisgazdák támogatását, és hitelességét megtépázta a Polgári Szó című kiadvány körül kialakult botrány (lásd lentebb!). Az MSZP és a FIDESZ miniszterelnök-jelöltje – Orbán Viktor és Gyurcsány Ferenc is a településre látogatott. A választási kampány a korábbiaknál durvább fordulatokban is bővelkedett: plakátok felülragasztása, és gúnyos hangvételű plakátokat kiragasztó aktivista inzultálása miatt is hozott elmarasztaló ítéletet a választási bizottság ill. a városi bíróság. Buzás a választás első fordulójában a szavazatok több mint felét, 50,56%-át megszerezve mandátumot szerzett. A többi képviselő-jelölt eredménye: Martonosi György (Fidesz-Kereszténydemokrata Néppárt, 42,47%), Siket István (Szabad Demokraták Szövetsége, 2,57%), Kocsis Ernő (Centrum Párt, 2,17%), Szabó Jenőné (Munkáspárt, 1,24%) és Angyal Alpár (Zöldek Pártja, 1%).
Az Országgyűlésbe bekerülve négyéves ciklusa alatt – 2006. május 30. és 2010. május 13. között – az önkormányzati és területfejlesztési bizottság tagja lett. Tizennégy önálló és tizenkilenc nem önálló indítványt nyújtott be. Az általa leghangsúlyosabban képviselt ügy az M43-as autópálya építésének meggyorsítása volt. Buzás Botka Lászlóval, Szeged MJV polgármesterével fejtett ki jelentős lobbitevékenységet annak érdekében, hogy elkezdődhessen a megyeszékhelyt és a Maros-parti várost összekötő autópálya-szakasz építése, minden hónapban legalább egyszer felszólaltak vagy interpelláltak az autópálya ügyében. A 43-as főút tehermentesítésére egyre nagyobb szükség mutatkozott, mert Románia és Bulgária uniós csatlakozása óta (2007. január 1.) a kamionforgalom megháromszorozódott, a zajterhelés pedig a megengedett határérték, 55 decibel kétszerese lett. Az intenzív forgalom következtében rendszeressé váltak a dugók, a halálos balesetek; több száz, az út mellett található ingatlan károsodott. A 31,6 kilométeres szakaszt végül jelentős csúszással 2011. április 20-án avatták fel. Most jó makóinak lenni! Meg fogom köszönni a 43-as út mellett lakóknak, hogy éveken át elviselték a zajt, a bűzt, a rázkódást. Az autópálya ugyanis nemcsak az átmenő forgalmat viszi ki a városból, hanem közel visz bennünket a világhoz. [...] Ahogyan egy korábbi korszakban a vasút nyitotta ki a világot a makói hagyma előtt, remélem, hogy most az autópálya hoz messze földről vendégeket az új makói fürdőnek és az egyedülálló gyógyiszapnak. – nyilatkozta Buzás az átadás napján.
A sztráda ügye mellett iskolatejjel, mezőgazdasági járművek útvonalengedélyével és vízgazdálkodással kapcsolatos irományok is köthetők a nevéhez. Huszonkilenc alkalommal szólalt föl, az előbbi témákon kívül a 2008-as, a 2009-es és a 2010-es költségvetéshez, valamint az Európai Unió Önerő Alapjának megvitatásához szól hozzá. A 2008-as költségvetésben a többcélú kistérségi társulások finanszírozásának növelését szorgalmazta, és indítványozta az ország mély fekvésű, különösen a dél-alföldi települések belvízrendezésre fordítható forrásainak emelését. Egy évvel később az új büdzsé általános vitájában hangsúlyozta a közbiztonságra és az „Út a munkához” programra fordított források növekedését, valamint a gyermekétkeztetés támogatásának fenntartását. Parlamenti ciklusa alatt összesen 1 óra 55 percet beszélt. Kovács Sándor csanádpalotai polgármesterrel és Kozma József szocialista országgyűlési képviselővel együtt sikerre vitte a Gazdasági és Közlekedési Minisztériummal folytatott tárgyalásokat, és ezáltal a Kétegyháza–Újszeged-vasútvonal megmenekült a bezárástól. Nem tudta ugyanakkor megakadályozni a 130-as vasútvonal Hódmezővásárhely–Makó közti szakaszán a személyforgalom beszüntetését. Az MSZP-frakció tagjaként megszavazta az egészségbiztosítási reformot. Tettét kritizálta a Fidesz helyi szervezete, ami térségbeli aláírásokat gyűjtött a reform ellen, de korábban egy nyilvános vitaesten a Magyar Orvosi Kamara megyei elnöke és helyi civilek is arról próbálták meggyőzni őt, hogy azt ne szavazza meg.
A 2010-es országgyűlési választáson az MSZP ismét Buzást jelölte a térség parlamenti képviselőjének. Kihívói Fazekas Ferenc (Jobbik Magyarországért Mozgalom), Kovács László (Civil Mozgalom), Mágori Józsefné (FIDESZ-KDNP), Szabó Jenőné (Munkáspárt) és Szabó Sámuel (MDF) voltak. Bár az MSZP támogatottsága ekkor igen alacsony volt, maga a párt és politikai elemzők szerint is Buzás jó esélyekkel indult az egyéni mandátumért folytatott versenyben. A választási kampányban a hivatalban lévő képviselő a térségi fejlesztéseket hangsúlyozta, az óriásplakátok és a szórólapok pedig a párthovatartozás helyett a jelölt személyére koncentráltak. A Fidesz-KDNP programjának ismertetése mellett a negatív kampány eszközeivel is élt, az úgynevezett „fekete cédulákon” Buzás vagyonosodását kritizálták, és azt állították, hogy „szegénysorba taszította makóiak ezreit”, valamint hogy „politikai keresztapja, Gyurcsány politikai túlélésért küzd, hogy a mentelmi jog oltalmában elkerülje a számonkérést”. Az első fordulót Mágori Józsefné nyerte közel 9979 szavazattal (45,27%), Buzás Péterre 6292-en (28,54%) szavaztak, Fazekas Ferenc 3948 voksot (17,91%) kapott. A két forduló között az MSZP és a JOBBIK versenyben maradt jelöltje egyaránt azzal érvelt: Mágoriné a megyei listáról már képviselő, és hatékonyabb érdekérvényesítést tesz lehetővé, ha Makót és vidékét két parlamenti képviselő reprezentálja. Buzás szerint „A kormányzás eldőlt. Most a személyes teljesítményről, szakértelemről és alkalmasságról” dönthetnek a makói választópolgárok. Az állást azonban nem tudta megfordítani: a szavazatok 33,73%-át szerezte csak meg; a térség új képviselője a Fidesz-KDNP támogatását élvező Mágori Józsefné lett, aki a leadott szavazatok 53,21%-át tudhatta maga mögött.

## A megyei közgyűlés tagjaként
Buzás Péter háromszor nyert mandátumot Csongrád Megye Közgyűlésében az MSZP listájáról: 2002-ben, 2006-ban és 2010-ben. 2006-ban második volt a párt megyei listáján, 2010-ben ő volt a listavezető. Első ciklusa alatt az MSZP-SZDSZ frakció alkotta a testület többségét, az utóbbi kettőben viszont ellenzékbe szorult, a közgyűlést a polgári frakció (a Fidesz-KDNP képviselői) tagjai irányították. Makó erős szálakkal kötődik a megyéhez, ami többek között fenntartója több középiskolájának és a városi kórháznak is; Buzás ennek okán az elmúlt 5 évben többször is élesen összekülönbözött a közgyűlés vezetésével.
2007 márciusában az egészségügyi reform következményeképpen ágyszámleépítések történtek az ország több kórházában, köztük a három megyei fenntartásúban is. A makói Dr. Diósszilágyi Sámuel Kórház – Rendelőintézetben 42%-kal csökkent az aktív ágyszám. Buzás elmondása szerint az intézmény Kovács Sándor csanádpalotai polgármester és az ő, az egészségügyi miniszternél folytatott lobbitevékenységének köszönhetően a lehető legjobban járt, mert kilenccel több ágy maradt az eredetileg tervezettnél és lehetőséget kapott a kórház a sürgősségi betegellátás fenntartására is.
2007 júliusában a fenntartó megyei önkormányzat összevonta az Erdei Ferenc Kereskedelmi és Közgazdasági Szakközépiskolát és a Galamb József Szakképző Iskolát; az átszervezéstől jelentős anyagi megtakarítást és nagyobb hatékonyságot vártak. Buzás Péter élesen bírálta az átszervezés menetét. Véleménye szerint a jobboldalhoz köthető új iskolaigazgató, Horváth Zoltán célja a „politikai tisztogatás” volt: felrótta neki három baloldali érzelmű pedagógus nyugdíjazását, valamint a polgármesteri többséget adó pártok (Magyar Szocialista Párt, Polgári Szövetség Makóért) színeiben politizáló tanárok leváltását, a középfokú oktatás „fideszes hitbizománnyá” alakítását. Buzás úgy vélekedett, hogy a tény, hogy az összevonások után sem igazgató, sem igazgatóhelyettes nem maradt a posztján nélkülözi a szakmaiságot, és veszélybe sodorja az intézmény folyamatos működését. Horváth az ellene felhozott vádakat határozottan cáfolta, szerinte a változást szakmai alapon készítették elő, kollégái pártállása pedig nem érdekli.
Ugyanezen év novemberében fogadta el a testület a 2008-as költségvetést. Buzás Szirbik Imre szentesi polgármesterrel egyetértésben kritizálta a kilenc megyei fenntartású otthon összevonását, mert szerintük az megtakarítást nem eredményez, ellenben megnövekszik az ellátásra várók száma.
2010 februárjában, a Területi Választási Bizottság és a helyi egyéni országgyűlési választókerületi választási bizottság közmegbecsülésnek örvendő, tapasztalt tagjainak leváltása ellen tőle szokatlan módon tiltakozott: a napirend tárgyalása közben felállt és elhagyta az üléstermet.
2010 decemberében a megyei közgyűlés fideszes képviselői tervbe vették az Erdei Ferenc Kereskedelmi és Közgazdasági Szakközépiskola nevének megváltoztatását. A Makói Oktatási Központ (tehát az Erdei Ferenc és a Galamb József után elnevezett tagintézmények, valamint a Pulitzer József Kollégium együttvéve) dolgozói 37–26 arányban támogatták, hogy az iskola visszavegye Návay Lajos nevét, 75-en tartózkodtak. A MOK iskolaszéke és szülői munkaközössége egyhangúlag támogatta, az intézmény diákönkormányzata viszont egyhangúlag ellenezte az átnevezést az előzetes véleményezésen. Buzás a napirendről való levétellel próbálta megakadályozni az átnevezést, de nem járt sikerrel, és a közgyűlés döntése értelmében az iskola névadója ismét Návay Lajos lett. A polgármester véleménye szerint a testület döntésével a makóiak véleményét vette semmibe.

## További közéleti tisztségei
| Szervezet                                                          | Tisztség        | Forrás  |
| ------------------------------------------------------------------ | --------------- | ------- |
| Makó-Nagyszentmiklós és Térségeik Határmenti Partnerségi Bizottság | ügyvezető elnök | [ 178 ] |
| Makó és Térsége Területfejlesztési Önkormányzati Társulás          | elnök           | [ 178 ] |
| Makói Kistérség Többcélú Társulása Polgármesterek Tanácsa          | elnök           | [ 178 ] |
| Dél-Alföldi Térségfejlesztési Társulások Egyesülete                | elnök           | [ 178 ] |
| Csongrád Megyei Területfejlesztési Tanács                          | tag             | [ 178 ] |
| Dél-Alföldi Regionális Fejlesztési Tanács                          | tag             | [ 178 ] |
| Magyar Városok Szövetsége Jogi Bizottsága                          | tag             | [ 178 ] |
| A Hagymáért Alapítvány kuratóriuma                                 | elnök           | [ 179 ] |
| Kisvárosi Önkormányzatok Országos Érdekvédelmi Szövetsége          | alelnök         | [ 180 ] |
| Az MSZP Makó és környéke helyi szervezete                          | elnök           | [ 181 ] |
| A Makói Monográfia szerkesztőbizottsága                            | elnök           | [ 129 ] |

## Megítélése
Medgyesi Konstantin szociológus, történész szerint: „A rendszerváltó évtized és az ezredforduló időszakában a választásokon résztvevő makóiak többsége úgy vélte: nincs a helyi közéleti porondon olyan szereplő, aki hozzáértőbben, dinamikusabban tudná intézni a város ügyeit. Ebből fakadóan Makón, ebben a kisvárosban az ő személye szimbolizálja a rendszerváltó folyamat összetettségét.” Buzás népszerűsége elsősorban közéleti tevékenységének, az általa céltudatosan végrehajtott fejlesztéseknek, nagyberuházásoknak köszönhető. A magyar jobboldal több prominens alakja is dicsérő szavakkal illeti Buzás városfejlesztő tevékenységét. Ellenzéke, ha sikeres teljesítményét nem is, de politikai profizmusát elismeri.
Buzást munkatársai, alkalmazottai „határozott, karizmatikus, akaratos”, álláspontját sikerrel érvényesítő, hatékony tárgyalási technikával rendelkező, ambiciózus személyként, jó értelembe vett karrieristaként jellemzik. Vezetőként (vb-titkárként és polgármesterként egyaránt) beosztottjaival keménykezűen, szigorúan bánik; a pozitív kritikák kiemelik, hogy a város ügyeit hozzáértő szemmel, „szakmai és közigazgatási szempontok alapján” igyekszik irányítani; a negatívabb vélemények keménysége mellett „diktatórikusságát” és bürokratizmusát hangsúlyozzák.
Az ellenzék részéről visszatérő bírálatok tárgya Buzás képviselő-testületi üléseken használt hangneme, valamint az azonkon számukra biztosított megszólalási lehetőségek elégtelensége; kritizálják a választókörzetek egyenlőtlennek vélt fejlesztését is: a városvezetés szerintük azokat a körzeteket favorizálja, aminek a polgármesteri többséghez tartozó képviselője van. Megítélésének kétségtelenül sokat ártott Gyurcsány Ferenc őszödi beszéde; mindezidáig egy alkalommal, a beszéd nyilvánosságra kerülése után tüntettek Buzás ellen – a nyolcvan-száz, főként fiatal demonstráló a polgármesteri és országgyűlési képviselői posztot is betöltő politikus lemondását követelte.

## Konfliktusok a személye körül
Vagyonosodását többször érte kritika; polgármesterré választása óta például 43 hektárnyi földterületet vásárolt meg. Vagyonnyilatkozata szerint 30 ingatlannal rendelkezik, jóllehet Buzás elmondása szerint a Kiszombor melletti zártkertes területen vásárolt földeket tíznél is több helyrajzi számon tartja nyilván a földhivatal, a nagy szám ennek köszönhető.
Buzás Maros Fleur Kft. nevű vállalkozása 230 milliós beruházást indított Algyőn, amihez 90 millió forint támogatást nyert az államtól egy AVOP-pályázaton. Egy, 2005 októberében megjelent, a Polgári Szó nevet viselő négyoldalas, ingyenes kiadvány bírált több városi nagyberuházást, és vitatta a pályázaton nyert pénz tisztességességét. A szamizdatszerű lap kiadóként a „Polgári Körök Koordinációját” tüntette föl; cikkeit álnéven író szerzők jegyezték, impresszuma pedig nem volt. A helyi polgári körök mozgalom vezetője elhatárolódott a laptól. A rendőrség állampolgári bejelentés alapján eljárást indított sajtórendészeti vétség gyanújával. Házkutatást tartottak Martonosi György fideszes országgyűlési képviselő lakásán; lefoglalták számítógépét. Megtalálták rajta a lap szerkesztett változatát, és az ajánlatkérést nyomdai előállításra. Martonosi – korábbi nyilatkozatával ellentétben – ekkor már nem cáfolta, hogy ő lenne a lap kiadója, illetve hogy terjesztésében kampányfőnöke és személyi titkára részt vett volna. Országos sajtótájékoztatón abbéli meggyőződésének adott hangot, hogy a rendőrség baloldali befolyás alatt áll, és megfélemlíti az ellenzék aktivistáit. A rendőrség határozottan visszautasította Martonosi vádjait, az MSZP helyi szervezete hangsúlyozta, hogy nem ők tették a bejelentést, és a jövőben sem kívánnak reagálni a kiadványra. Buzás egyetlen alkalommal szólalt meg az ügyben; ekkor elítélte a lap hangvételét és részletesen ismertette a támogatás törvényes elnyerésének folyamatát. A téma előkerült az Országgyűlésben is, foglalkozott vele a miniszterelnökhöz intézett azonnali kérdés és az országos sajtó is. Hamarosan nyilvánvalóvá vált, hogy a vizsgálat nem a baloldal kérésére indult; a bejelentést Szabó Sámuel, a helyi Fidesz-szervezet egyik tagja tette. A történtek végül jelentősen meggyengítették Martonosi párton belüli pozícióit, és legalább annyit ártottak a jobboldal megítélésének, mint a polgármester népszerűségének.
2005 novemberében a városi képviselő-testület polgármesteri többsége és ellenzéke egyaránt megszavazta egy, a polgármester tevékenységéhez közvetlenül kapcsolódó feladatok ellátásával megbízott új tanácsadói pozíció felállítását; a posztot Franyó Róbert tanár, az 1998-as önkormányzati választás idején a Polgári Szövetség Makóért kampányfőnöke töltötte be. 2006 márciusában Martonosi György, illetve a Fidesz térségi szervezete kifogásolta, etikátlannak nevezte, hogy Franyó közpénzből fizetett tanácsadóként a küszöbön álló országgyűlési választás szocialista kampányában aktívan részt vett. Buzás szerint tanácsadójának alkalmazása megfelel mind a jogszabályoknak, mind a más városokban szokásos gyakorlatnak; hangsúlyozta, hogy Franyó ettől a feladattól függetlenül önként, javadalmazás nélkül vesz részt az MSZP kampányában.
Az általa vezetett önkormányzat 2008 júniusában szerződést kötött a Szigetvári és Társa Kft.-vel, melynek vezetője Szigetvári Viktor, a Magyar Szocialista Párt kampányigazgatója volt. Havi bruttó 450 ezer forint ellenében a cég stratégiai és végrehajtási tanácsadást végzett a fejlesztés alatt álló Makói Termál és Gyógyfürdő|Termál és Gyógyfürdő marketing- és kommunikációtevékenységével kapcsolatban. A helyi Fidesz-frakció 2010 áprilisában a megbízások kivizsgálását kezdeményezte, szerintük a kifizetett tanácsadási díjak nem voltak arányosak az elvégzett munkával. Mágori Józsefné, a Fidesz-KDNP országgyűlési képviselőjelöltje sérelmezte, hogy a testületi üléseken nem hangzott el beszámoló a cég tevékenységéről; szerinte Buzás a szerződéssel közpénzt juttatott az MSZP kampányának támogatására. Buzás Mágoriné vádjait határozottan visszautasította; hangsúlyozta hogy az önkormányzat nem politikai alapon választ szakértőket, valamint hogy a céget referenciái – az Egészséges Vásárhely program során végzett tevékenysége – alapján szerződtették. Szigetvári közölte: a céget államtitkári kinevezésekor, 2009 áprilisában eladta, a megbízás pedig jogszerű, a közbeszerzési értékhatárokat betartó volt.

## Kitüntetései
- Belügyminiszteri aranygyűrű (1996)
- Honvédelmi emlékérem – bronz fokozat (2000)
- Tűzzománc Emlékplakett (2002)[205]
- Közszolgálatáért Érdemjel – arany fokozat (2003)
- Arany Pecsétgyűrű Díj (2012)[206][207]
- A Magyar Érdemrend lovagkeresztje (2020)
- Makovecz Imre-díj (2021)[208]
- Makó város díszpolgára (2024)

## Magánélete
Első feleségével Szentesen ismerkedett meg, vele 13 évig élt együtt; házasságukból egy fiúgyermek született. Második felesége korábban a városi kórház jogászaként dolgozott, jelenleg ő irányítja a család tulajdonában lévő két céget, az Agro Fleur Kertészeti Kft.-t és a Maros Fleur Kertészeti Kft.-t. A szatmári származású Nagy Annának előző házasságából szintén van egy fia, Buzástól pedig ikrei születtek, akit szintén közösen neveltek fel. Az ikerpár lánytagja, Anna aktívan politizál, a Demokratikus Koalíció alapító tagja és ismert aktivistája. A polgármester hobbija a vadászat, a német nyelvet alapszinten beszéli. Buzás nem tartja magát hívő embernek. Szóbeli megnyilatkozásaikor – közéleti szerepléseikor és magánéletében egyaránt – a Hódmezővásárhely–Makó–Szeged térségére jellemző ö-ző tájszólást használja.